# Kàmenka (Iúriev-Polski)
Kàmenka (en rus: Каменка) és un poble de l'óblast de Vladímir, a Rússia, segons el cens del 2010 tenia 85 habitants. Pertany al districte municipal de Iúriev-Polski.